# Luke Burns
Luke Burns, né le 11 juin 1998, est un coureur cycliste australien. Il a notamment remporté le maillot de la montagne du Tour Down Under en 2024.

## Carrière

### 2022: InForm TMX MAKE
Burns signe son premier contrat professionnel avec l’équipe régionale InForm TMX MAKE pour une durée d'une saison. Il participe aux championnats d'Australie et se classe 16e de la course en ligne à plus de 6 minutes du vainqueur, Luke Plapp. 

### 2023-2024: Team BridgeLane
À la fin de la saison 2022, Burns signe un contrat avec l’équipe continentale australienne BridgeLane pour une durée de deux ans. Il commence sa saison sur les championnats nationaux d’Australie mais est contraint à l’abandon après avoir travaillé pour son leader. Il participe ensuite au Grafton to Inverell Classic qu’il termine à la 12e position. En mai, Il se classe 6e du Tour de la Mirabelle, dans le même temps que le vainqueur. Durant le reste de la saison, il termine bien placé de plusieurs course à étapes, dont le Tour d'Autriche, le Tour du Pays de Montbéliard, le Tour Alsace, le Tour de Bright où obtient une 2e place sur l’étape reine de la compétition et le Tour de Tasmanie.
La saison suivante, il est sélectionné avec l’équipe d’Australie pour participer au Tour Down Under. Lors de la 2e étape, il mène une échappée de plus de 100 km où il récolte un grand nombre de points au classement de la montagne. Grâce à cette avance, il remporte ce classement et signe sa première victoire dans un classement annexe d’une course WorldTour.

### Depuis 2025: 7 Eleven Cliqq Roadbike Philippines
Burns commence sa saison en Australie sur la SA Kick It, une course par étape régionale qu’il termine à la 4e place du classement général. Ensuite, il prend le départ du Tour de Thaïlande où il ne réalise par de résultats notables.